# Wilco Zuijderwijk
Wilco Zuijderwijk (Den Helder, 2 d'octubre de 1969) va ser un ciclista neerlandès, que fou professional entre 1991 i 1993, i entre 1998 i 2005. Va combinar la carretera amb la pista, on es proclamà campió nacional en algunes modalitats. Va participar en els Jocs Olímpics d'estiu del 2000.

## Palmarès en ruta
- 1990
  - 1r a l'Olympia's Tour i vencedor d'una etapa
  - Vencedor de 2 etapes a la Volta a la Baixa Saxònia
- 1991
  - 1r al Circuit Mandel-Lys-Escaut
  - 1r al Gran Premi Jef Scherens
  - 1r al Gran Premi de la Libération
- 1996
  - 1r al Zeeuws-Vlaanderen Wielerweekend
  - 1r a la Ster van Brabant
  - Vencedor de 2 etapes a l'Olympia's Tour
- 1997
  - 1r a la Ronde van Midden-Brabant
  - Vencedor d'una etapa a l'Olympia's Tour
  - Vencedor d'una etapa al Zeeuws-Vlaanderen Wielerweekend
- 2000
  - 1r a la Dorpenomloop Rucphen
  - Vencedor d'una etapa a l'Olympia's Tour
  - Vencedor d'una etapa a la Volta a la Baixa Saxònia
- 2001
  - 1r a l'Omloop van de Glazen Stad
- 2002
  - 1r a la Parel van de Veluwe

## Palmarès en pista
- 1996
  -  Campió dels Països Baixos en Madison (amb Marcel van der Vliet)
- 1999
  -  Campió dels Països Baixos en Persecució
  -  Campió dels Països Baixos en Puntuació
- 2002
  -  Campió dels Països Baixos en Puntuació